# David Graf
Paul David Graf (Lancaster (Ohio), 16 april 1950 – Phoenix (Arizona), 7 april 2001) was een Amerikaans acteur. Hij werd vooral bekend als Sergeant Eugene Tackleberry in alle zeven Police Academy-films.
Toen hij net acteur werd, won Graf $10.000 in het programma 'The $10,000 Pyramid', met enige hulp van actrice Patty Duke, die ook aan het programma meedeed. Toen hij enige tijd later ook aan 'The $100,000 Pyramid' meedeed, moest hij tegen haar strijden.
Graf trouwde in 1985 met Kathryn Graf. Samen kregen ze twee zoons: Daniel en Sean. Het stel bleef samen tot hij overleed. Graf overleed in 2001 aan een plotselinge hartstilstand tijdens een familiebruiloft, negen dagen voor zijn eenenvijftigste verjaardag. Zijn vader en grootvader stierven kort na hun eenenvijftigste verjaardag ook aan een plotselinge hartstilstand.

## Filmografie
- The Dukes of Hazzard (televisieserie) - Maury (afl. The Canterbury Crock, 1981)
- Four Friends (1981) - Gergley
- The Long Summer of George Adams (televisiefilm, 1982) - Olin Summers
- M*A*S*H (televisieserie) - Lt. Spears (afl. A Holy Mess, 1982)
- Voyagers! (televisieserie) - Mike (afl. Sneak Attack, 1983)
- The Rousters (televisiefilm, 1983) - Rol onbekend
- The A-Team (televisieserie) - Cooper (afl. Bad Time on the Border, 1983)
- Matt Houston (televisieserie) - Ernest (afl. The Bikini Murders, 1984)
- Hardcastle and McCormick (televisieserie) - Rol onbekend (afl. The Homecoming: Part 1 & 2, 1984)
- Police Academy (1984) - Kadet Eugene Tackleberry
- Riptide (televisieserie) - Marty Valentine (afl. Long Distance Daddy, 1984)
- The Yellow Rose (televisieserie) - Floyd Yates (afl. Beyond Vengeance, 1984)
- Airwolf (televisieserie) - Billie (afl. Sweet Britches, 1984)
- Irreconcilable Differences (1984) - Bink
- Police Academy 2: Their First Assignment (1985) - Tackleberry
- He's the Mayor (televisieserie) - Raadsman Harlan Nash (1986)
- Police Academy 3: Back in Training (1986) - Sgt. Eugene Tackleberry
- Police Academy 4: Citizens on Patrol (1987) - Sgt. Eugene Tackleberry
- Cameo by Night (televisiefilm, 1987) - Detective Kraxburger
- Night Court (televisieserie) - Hondo Jenkins (afl. Mac's Dilemma, 1987)
- Police Academy 5: Assignment: Miami Beach (1988) - Sgt. Eugene Tackleberry
- Shakedown on the Sunset Strip (televisiefilm, 1988) - Officer Jack Ruggles
- The Town Bully (televisiefilm, 1988) - Raymond West
- Love at Stake (1988) - Nathaniel
- Police Story: The Watch Commander (televisiefilm, 1988) - Officer Jim Schaeffer
- Police Academy 6: City Under Siege (1989) - Sgt. Eugene Tackleberry
- Charles in Charge (televisieserie) - Steve Colfax (afl. Fair Exchange, 1990)
- Beauty and the Beast (televisieserie) - Gregory Coyle (afl. The Reckoning, 1990|Leqacies, 1990)
- Ferris Bueller (televisieserie) - Off. Peyson (afl. Stand-In Deliver, 1990)
- Without a Pass (1991) - White Officer - 1990
- The Whereabouts of Jenny (televisiefilm, 1991) - Scranton
- Quantum Leap (televisieserie) - Sheriff Nolan (afl. Southern Comforts - August 4, 1961, 1991)
- Paradise (televisieserie) - Rol onbekend (afl. The Search for K.C. Kavanaugh, 1991)
- Life Goes On (televisieserie) - Mr. Gilmore (afl. Invasion of the Thatcher Snatchers, 1991)
- Doogie Howser, M.D. (televisieserie) - Desert Mechanic (afl. Doogstruck, 1991)
- Brooklyn Bridge (televisieserie) - Coach Bloom (afl. On the Line, 1992)
- Seinfeld (televisieserie) - Cop #2 (afl. The Ticket, 1992)
- Family Matters (televisieserie) - Sergeant Shishka (afl. An Officer and a Waldo, 1992)
- American Kickboxer 2 (1993) - Howard
- For Their Own Good (televisiefilm, 1993) - Miles
- Step by Step (televisieserie) - Phil Jones (afl. No Business Like Show Business, 1993)
- Suture (1993) - Lt. Weissmann
- Home Improvement (televisieserie) - Chuck Norwood (afl. Aisle See You in My Dreams, 1993)
- Picket Fences (televisieserie) - FBI Agent (afl. Terms of Estrangement, 1994)
- Guarding Tess (1994) - Lee Danielson
- Children of the Dark (televisiefilm, 1994) - Harv (Niet op aftiteling)
- Police Academy: Mission to Moscow (1994) - Sgt. Eugene Tackleberry
- Dream On (televisieserie) - Larry (afl. The Homecoming Queen, 1994)
- Roseanne: An Unauthorized Biography (televisiefilm, 1994) - Tom Arnold
- Father and Scout (televisiefilm, 1994) - Chet
- The Brady Bunch Movie (1995) - Sam Franklin
- Letter to Daddy (1995) - Rol onbekend (stem)
- Lois & Clark: The New Adventures of Superman (televisieserie) - Wally (afl. Individual Responsibility, 1995)
- Step by Step (televisieserie) - Mitch Crawford (afl. The Flight Before Christmas, 1995)
- Star Trek: Voyager (televisieserie) - Fred Noonan (afl. The 37's, 1995)
- Courthouse (televisieserie) - Adam Bonneville (afl. Order on the Court, 1995)
- Citizen Ruth (1996) - Rechter Richter
- Martin (televisieserie) - Officer Hayes (afl. The Bodyguard, 1996)
- Hijacked: Flight 285 (televisiefilm, 1996) -
- Spy Game (televisieserie) - Ivan Rogov (afl. With Friends Like These..., 1997)
- Step by Step (televisieserie) - Dave Roberts (afl. Just Say Maybe, 1997)
- Star Trek: Deep Space Nine (televisieserie) - Leskit (afl. Soldiers of the Empire, 1997)
- High Tide (televisieserie) - Jay Cassidy (afl. Starting Over, 1996|Sun, Surf and Homicide, 1996|Girl on the Run, 1997|Dead Men Don't Snore, 1997|A Stitch in Time, 1997)
- Skeletons (televisiefilm, 1997) - Sam
- Promised Land (televisieserie) - Kyle Matthews (afl. The Hostage, 1996|Mooster's Revenge, 1997)
- Teen Angel (televisieserie) - Lenny (afl. Feather's Day, 1997)
- Party of Five (televisieserie) - Buyer (afl. I Give Up, 1998)
- Caroline in the City (televisieserie) - Mr. Wolfe (afl. Caroline and the Visit from Mom, 1998)
- Party of Five (televisieserie) - Sutherland (afl. Square One, 1998|Free and Clear, 1998)
- Police Academy: The Series (televisieserie) - Tackleberry (afl. Team Tack, 1998)
- The Simple Life (televisieserie) - Woodrow Stillwell (afl. The Fly-Fishing Show, 1998)
- Brink! (televisiefilm, 1998) - Ralph Brinker
- Sports Night (televisieserie) - Chase (afl. The Apology, 1998)
- The Wild Thornberrys (televisieserie) - Head Finch, Iguana (afl. Eliza-cology, 1998, stem)
- Malcolm & Eddie (televisieserie) - Rol onbekend (afl. Requiem for a Lightweight, 1998)
- Touched by an Angel (televisieserie) - Dewey Burton (afl. The Anatomy Lesson, 1999)
- JAG (televisieserie) - John Newman (afl. Shakedown, 1999)
- The Parkers (televisieserie) - Dr. Durne (afl. Quarantine, 1999)
- Rules of Engagement (2000) - ARG Commander
- Becker (televisieserie) - Lloyd Martin (afl. Sight Unseen, 2000)
- Diagnosis Murder (televisieserie) - John (afl. Swan Song, 2000)
- Star Trek: Invasion (computerspel, 2000) - Klingon Captain (stem)
- Arli$$ (televisieserie) - Kolonel Donnie Sadowski (afl. Honoring Our Past, 2000)
- Star Trek Voyager: Elite Force (computerspel, 2000) - Klingon/Imperial Officer/Crewman (stem)
- Star Trek: Deep Space Nine - The Fallen (computerspel, 2000) - Bajoran Officer/Tugol'atan/Obsidian Officer (stem)
- The Cactus Kid (2000) - Charles
- The Trial of Old Drum (televisiefilm, 2000) - Rechter Henry
- The West Wing (televisieserie) - Kolonel Chase (afl. The Portland Trip, 2000|The Drop In, 2001)
- The Amanda Show (televisieserie) - Rol onbekend (Episode 2.26, 2001)
- In Pursuit (dvd, 2001) - Dad
- Star Trek: Away Team (computerspel, 2001) - Ensign Ty Mijoral (stem)
- Son of the Breach (televisieserie) - Jacques Douche (afl. Grand Prix, 2001)